# ماك رينولدز
ماك رينولدز (بالإنجليزية: Mack Reynolds)‏ (11 نوفمبر 1917، كوركوران في الولايات المتحدة - 30 يناير 1983، مدينة سان لويس بوتوسي في المكسيك)؛ كاتب وروائي أمريكي.